# Andréa Teixeira
Andréa dos Santos Teixeira -más conocida como Andréa Teixeira- (São Paulo, 16 de diciembre de 1971) es una ex-jugadora brasileña de voleibol que ocupaba la posición de líbero. Es esposa del ex-voleibolista Gilmar Teixeira, más conocido como KID.
Fue seleccionada del conjunto femenino de voleibol de Brasil con el que alcanzó la medalla de oro en los Juegos Panamericanos de 1999 en Winnipeg y la medalla de plata en el Campeonato Mundial de Voleibol Femenino Sub-20 de 1991 en Brno.